# Chiesa di Sant'Antonio di Padova (Castellammare del Golfo)
La chiesa di Sant'Antonio di Padova comunemente chiamata chiesa di Sant'Antonino, per distinguerla dalla chiesa di Sant'Antonio Abate, è una chiesa cattolica ubicata nel centralissimo corso Giuseppe Garibaldi a Castellammare del Golfo, in provincia di Trapani.

## Storia
Le prime notizie relative ad una chiesa dedicata a Sant'Antonio di Padova a Castellammare del Golfo, si trovano in un registro dei defunti della Chiesa Madre. Un atto di morte datato 5 novembre 1647 dice: 

Altre notizie riguardanti la chiesa sono presenti nella visita di monsignor Bartolomeo Castelli del 1702, dove l'edificio viene descritto come una piccola chiesa fuori le mura della città e con un solo altare dedicato a Maria Santissima Immacolata. 

Foto storica della Chiesa di Sant'Antonio di Padova e del Corso Garibaldi

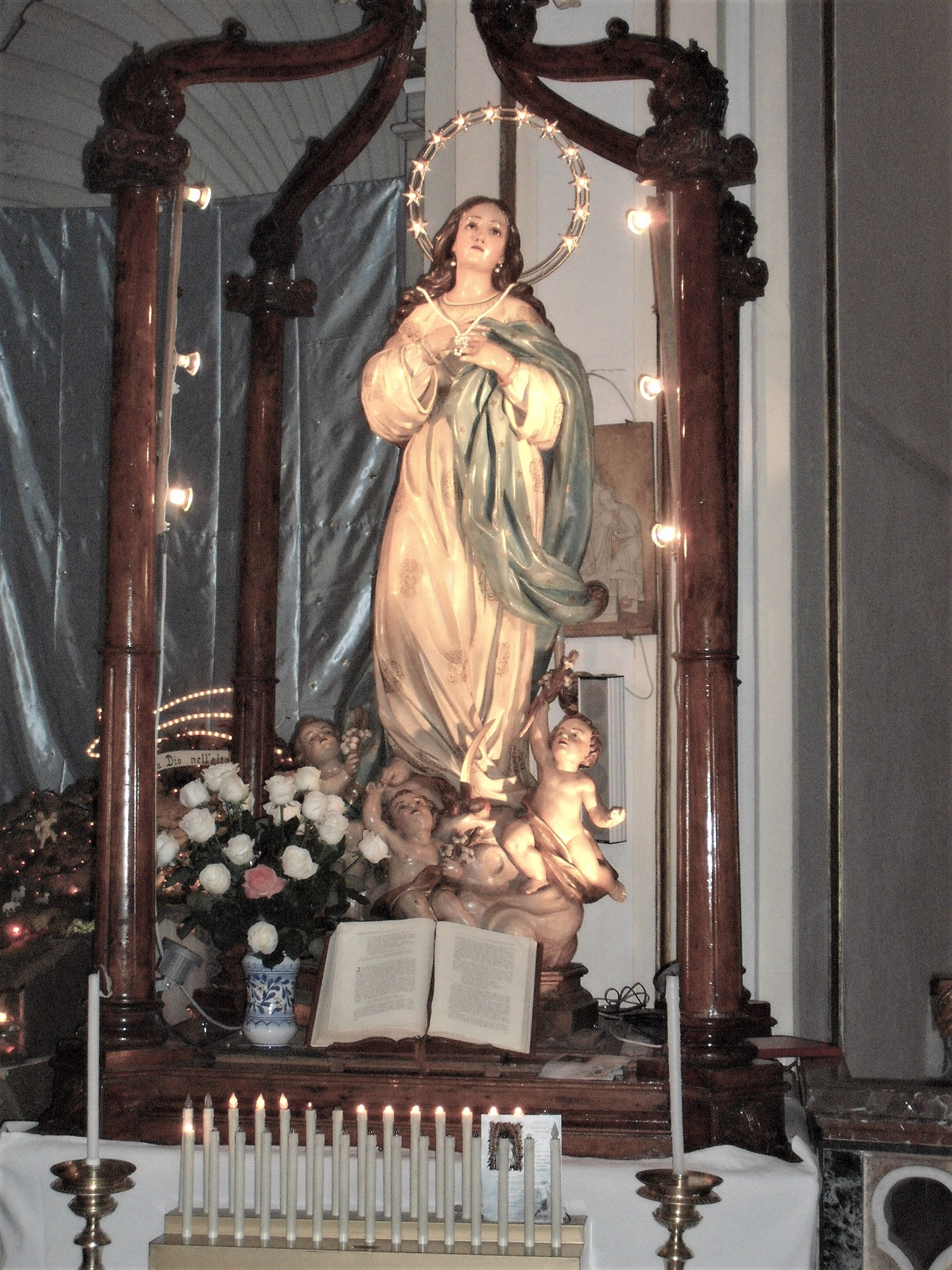
Vecchia foto della vara dell'Immacolata che veniva portata in processione

Con l'edificazione di questa chiesa cominciò a radicarsi nel corso dei secoli il culto dell'Immacolata e nel 1774 erano già presenti 3 altari: quello maggiore dedicato a Maria Santissima Immacolata e gli altri due laterali a Sant'Antonio di Padova (sinistra) e San Francesco di Paola (destra).
Questa originaria chiesa nel 1854 fu ampliata a tre navate, così com'è ancora oggi, grazie all'impegno e alla determinazione del suo rettore sacerdote Antonino Romano. I lavori di ampliamento comportarono l'occupazione di quella parte di via Sant'Antonino che sboccava sul corso Garibaldi. Per questo motivo, oggi, la via Sant'Antonino risulta strozzata sulla via Alonzo.

### L'erezione a parrocchia
Il 20 luglio 1864 la giunta comunale di Castellammare del Golfo, con sua delibera del 13 luglio, domandò al consiglio appositamente riunito, una seduta straordinaria per l'istituzione di una seconda parrocchia nella chiesa dell'Immacolata da denominarsi però parrocchia di Sant'Antonio di Padova. Il territorio fu smembrato da quello della Chiesa Madre che in quel periodo era vacante, perché l'arciprete Girolamo Galante era morto il 1º giugno. Con decreto del 1864 questa chiesa fu conseguentemente elevata a parrocchia e il vescovo di Mazara del Vallo, Carmelo Valenti firmò un suo apposito decreto il 17 settembre 1865. Al primo parroco di questa chiesa, don Antonino Romano, è stato dedicato un sacello laterale nei pressi dell'altare di Sant'Antonio.

### I movimenti ecclesiali
In questa chiesa, sin dagli anni del parroco Antonino Romano, così come negli anni a seguire operò intensamente il Terz'ordine francescano, presenza molto significativa per la chiesa e per la città. Uno dei suoi sostenitori più fecondi fu Francesco Crociata (1837-1902).
Oltre al Terz'ordine francescano, in questa parrocchia, operarono la Milizia dell'Immacolata, l'Azione Cattolica, la Pia unione figlie di Maria e più recentemente il gruppo di preghiera Padre Pio. La chiesa di Sant'Antonio di Padova, sin dal suo sorgere costituì un punto di riferimento per gran parte della città, grazie anche ai preti cappellani, che ad essa si dedicarono con grande cura.
Successivamente alla prima guerra mondiale un gruppo di giovani, tra cui Bernardo Mattarella, diedero vita nell'agosto del 1919 a un circolo giovanile di Azione cattolica intitolato a San Paolo apostolo. Questa iniziativa, negli anni a seguire, fu indubbiamente una delle attività più importanti della parrocchia e nel 1921 il vescovo Nicola Maria Audino concesse ai giovani del circolo una Santa Messa, a loro dedicata, ogni domenica e ogni giorno festivo nella chiesa del Purgatorio.

### Gli anni più recenti
Il mese di dicembre del 1965 fu interamente dedicato alle celebrazioni del centenario della parrocchia che si conclusero il 30 dicembre con un pontificale celebrato dal vescovo Francesco Ricceri, presenti in mezzo a una grande folla tutte le autorità locali e provinciali.
La chiesa di Sant'Antonio di Padova rimane ancora oggi la più centrale di Castellammare, ma dal 2003 è stata affidata prima al parroco della chiesa di San Giuseppe e successivamente all'arciprete della Chiesa Madre. A seguito della visita pastorale, il vescovo di Trapani ha rimodulato l'assetto pastorale della città di Castellammare del Golfo per cui, dal 1º settembre 2020, la chiesa è stata nuovamente unificata con la chiesa parrocchiale di San Giuseppe.

## Descrizione e opere
La chiesa di Sant'Antonio di Padova sorge nel centralissimo Corso Garibaldi, rivolta verso est è situata fra la via Quintino Sella e via della Libertà. Ha una lunghezza di 31,70 metri e una larghezza, comprese le navate laterali di 17,60 metri.

### Esterno

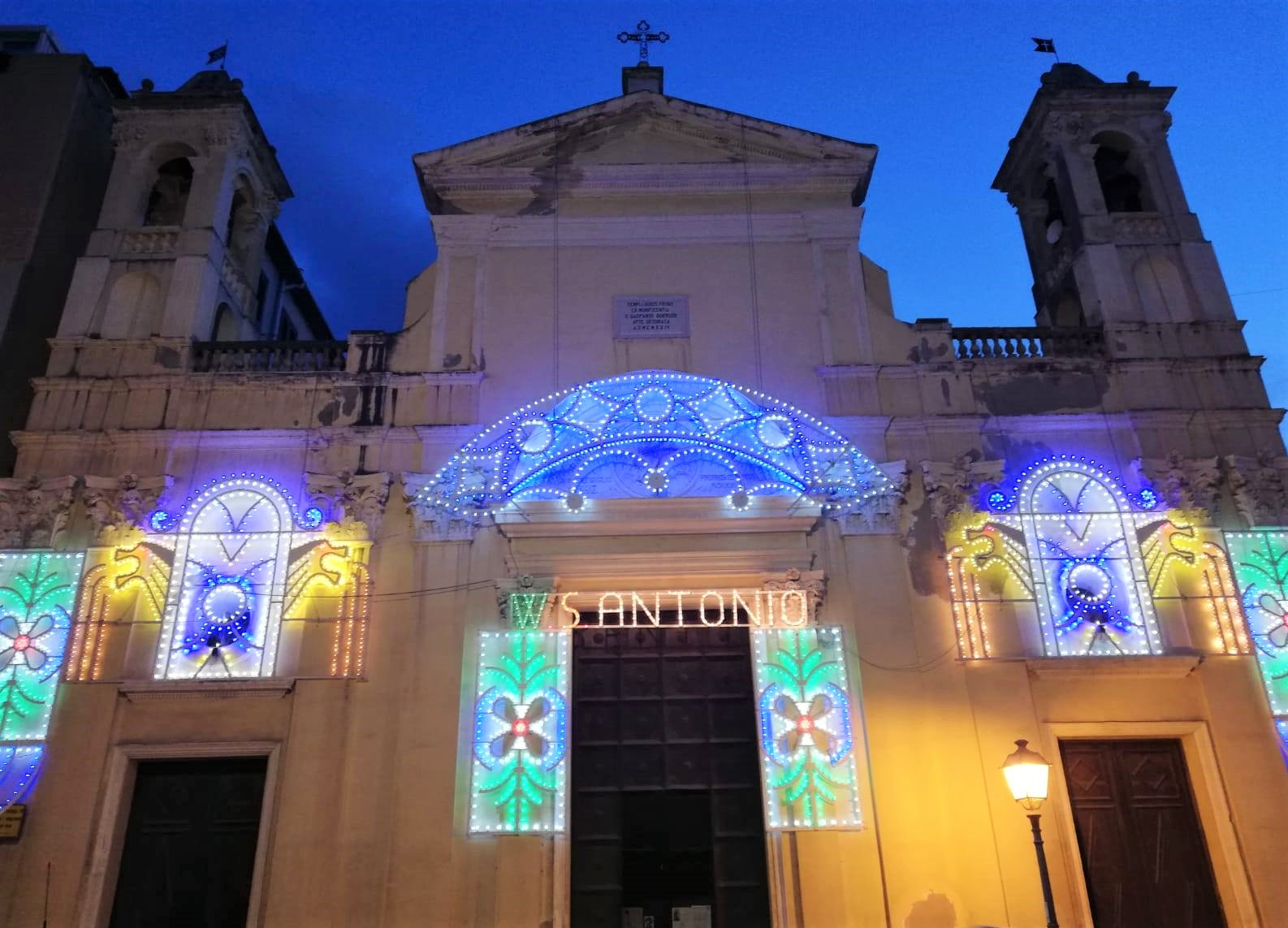
La chiesa durante la tredicina in onore di Sant'Antonio

La facciata di tipico stile neoclassico e barocco, si rifà alla facciata della Chiesa Madre, presenta tre portoni, uno centrale e gli altri due laterali, che corrispondono alle tre navate che costituiscono la chiesa. Il portone principale, diviso a cassettoni quadrati,  è incorniciato da un bel portale costituito da due lesene con dei capitelli corinzi che sorreggono un'artistico arco a tutto sesto che all'interno riproduce Sant'Antonio di Padova con in braccio il bambin Gesù. Davanti alla riproduzione è stato posto un lume e a coronare l'arco vi è un'incisione in latino DIVO ANTONIO PATAVINO. I portoni laterali, più piccoli e semplici, sono sovrastati da una finestra circolare per lato. L'intera facciata è possibile dividerla in tre fasce verticali: la fascia centrale costituita dal portone principale e dal frontone, mentre le altre due laterali costituite dalle rispettive porte laterali e le due torri campanarie. Le tre fasce, sono divise rispettivamente da coppie di lesene con capitelli corinzi che si slanciano per metà della facciata. Tra le torri campanarie e il corpo centrale, invece, sono presenti delle balaustre in pietra che collegano fra loro le tre fasce.
Il copro centrale è sormontato da un classico frontone a sua volta sovrastato da una croce di ferro.

### Interno

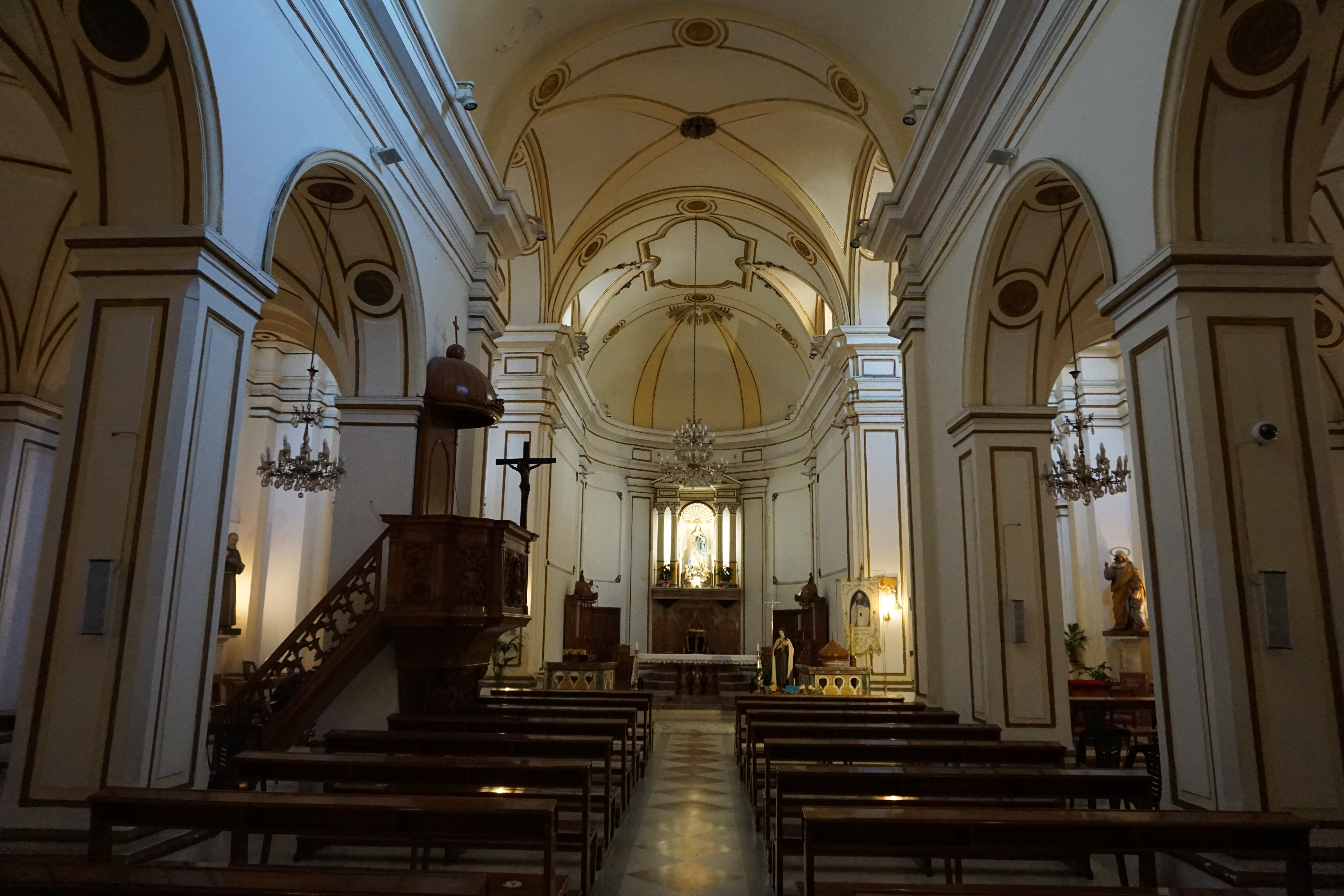
Navata centrale e volta

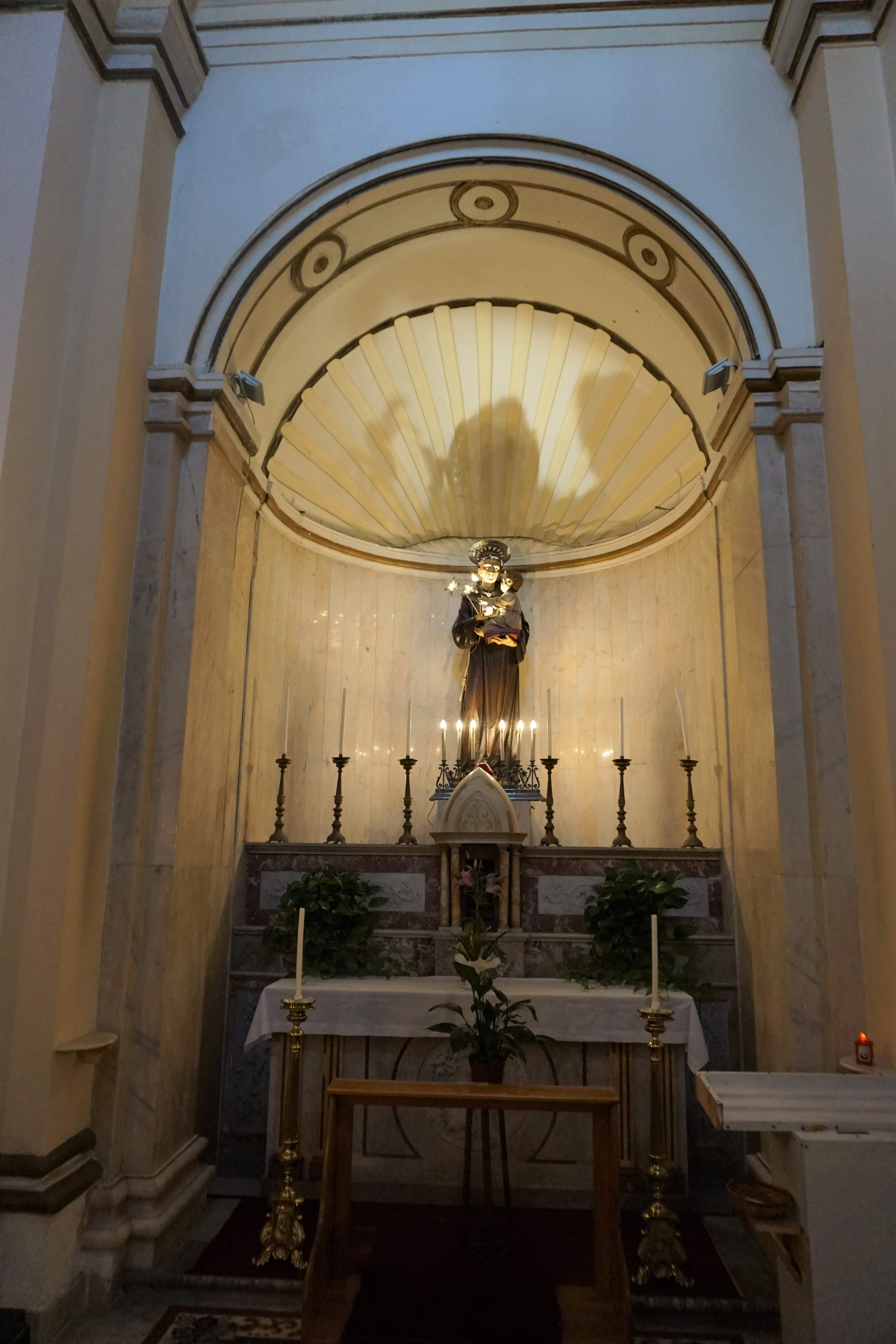
La cappella dedicata a Sant'Antonio di Padova

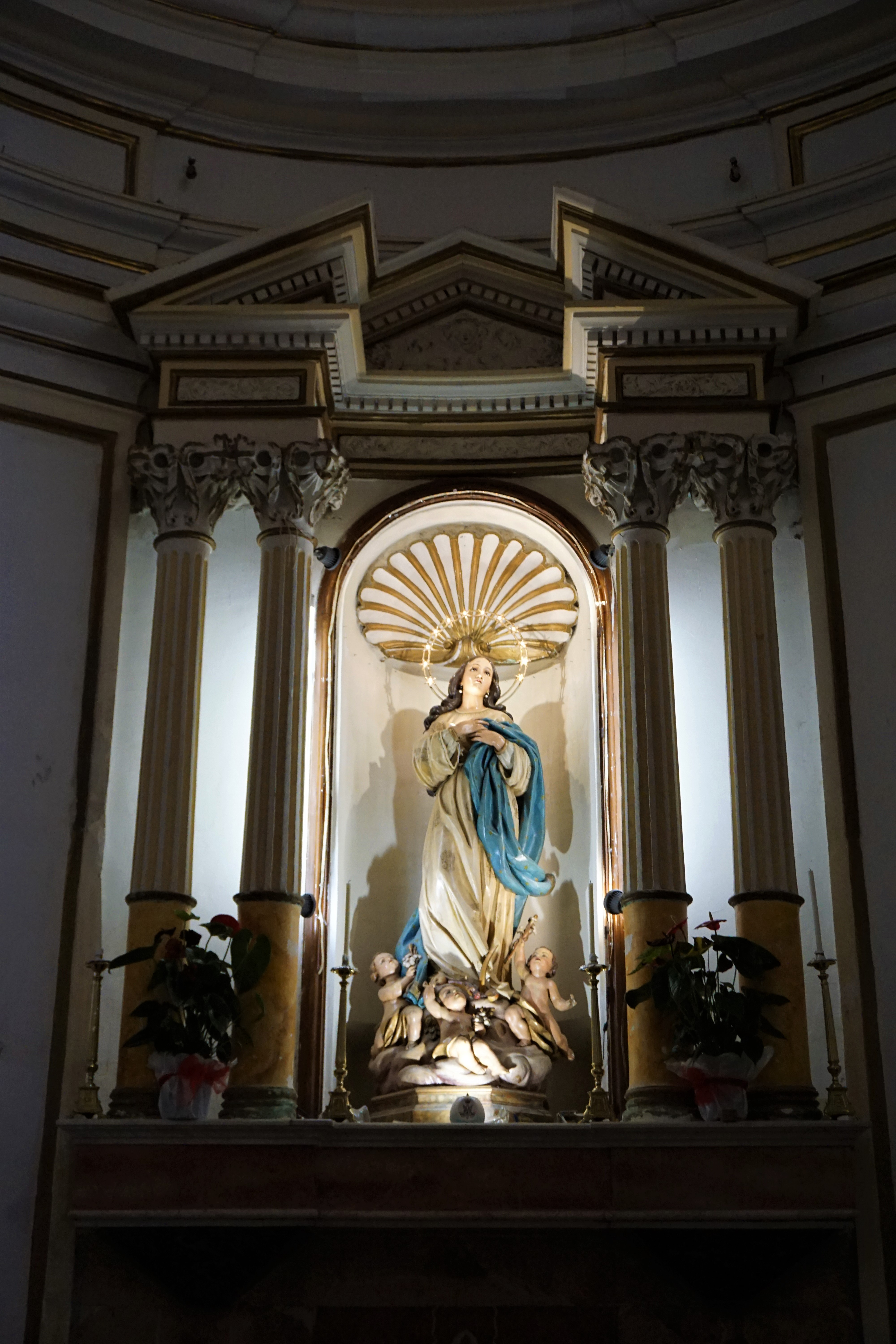
Altare maggiore

Addossato sopra la bussola intagliata in legno è presente il coro con un pregevole organo del 1902. La chiesa con pianta basilicale a croce latina, è composta da tre navate di cui ognuna è associata ad una porta d'ingresso. Le navate sono divise fra di loro da due file di pilastri quadrangolari che sorreggono degli archi a tutto sesto. La volta centrale presenta delle cornici vuote, che dovevano essere affrescate ma non furono mai allestite. Nelle navate laterali, invece sono presenti delle volte a crociera. Di particolare importanza artistica è il pulpito ligneo accuratamente intagliato e collocato tra la navata sinistra e quella destra.
All'interno della chiesa, sono presenti otto altari di cui uno maggiore dedicato a Maria Immacolata arricchito da un tempietto classico con colonne corinzie che ospita una preziosa statua lignea della Vergine. Originariamente la chiesa aveva un solo altare dedicato all'Immacolata, ma successivamente all'ampliamento vennero allestiti altre due altari laterali dedicati a Sant'Antonio (navata sinistra) e a San Francesco di Paola (navata destra). Gli altri cinque altari, invece, furono allestiti in un secondo momento e l'altare di San Francesco di Paola con l'erezione a parrocchia divenne la cappella del Santissimo Sacramento e la statua del santo venne spostata nella navata sinistra. Di particolare importanza storica ed artistica sono i simulacri dell'Immacolata, di Sant'Antonio e di San Francesco di Paola.

#### Navata destra
- Prima campata: un tempo vi era collocato il fonte battesimale in marmo, successivamente spostato alla destra dell'abside. Oggi è stata collocato un prezioso confessionale in legno intagliato.
- Seconda campata: Altare di San Francesco d'Assisi con una grande tela, attribuita a Giuseppe Tresca, raffigurante il santo collocato in una nicchia e con il volto rivolto verso il crocifisso che regge nella mano destra, mentre con la mano sinistra regge un libro. La scena è coronata da due angeli che reggono una pergamena. Sotto il dipinto è stata collocata la statua di Santa Teresa di Lisieux.
- Terza campata: Altare del Sacro Cuore di Gesù con una grande tela, attribuita a Giuseppe Tresca, raffigurante Gesù Cristo con la mano sinistra indica il suo cuore mentre con quella destra indica il cielo. La scena è ambientata fra le nubi, alla presenza di due teste di angelo.
- Quarta campata: Cappella del Santissimo Sacramento con un pregiato tabernacolo. Lateralmente alla cappella, fra la porta che conduce alla sacrestia sono collocate le statue lignee di Sant'Anna e della Madonna del Paradiso, entrambe su delle colonne in marmo.[8]

#### Navata sinistra
- Prima campata: Altare della Madonna dei Miracoli con una statua della Vergine, seduta su una nube, con in braccio il bambin Gesù. La statua collocata in una nicchia con arco rotondo è incorniciata da un tempietto sorretto da due colonne con capitelli corinzi.
- Seconda campata: Altare della buona morte con una preziosa tela, attribuita a Giuseppe Tresca, rappresentante un morente su un letto assistito da un vescovo e da un sacerdote alla presenza di San Giuseppe e Maria. Sotto il letto del morente è raffigurato il demonio accovacciato e con le mani alla testa perché dall'altra parte del dipinto l'arcangelo Michele si dirige verso di esso con una spada in mano intento a cacciarlo. Dietro il letto del morente, in secondo piano, è raffigurato l'angelo custode che con la mano destra rivolta verso il cielo chiede l'aiuto di Dio. Dio è rappresentato, fra le nubi, nella parte superiore del dipinto, con le mani rivolte verso la scena, manda la sua benedizione verso il morente. Sotto il dipinto è collocato il mezzobusto di San Pietro.
- Terza campata: Altare della Flagellazione con una statua lignea di Cristo con il mantello di porpora e con le mani legate alla colonna della flagellazione. La scena è incorniciata da un arco a tutto sesto decorato con stucchi. Tra la terza e la quarta campata è collocata la statua lignea settecentesca di San Francesco di Paola, prima collocata nell'altare del Santissimo. Successivamente all'erezione a parrocchia fu spostata dove ancora oggi è, anche se per parecchi anni fu tolta dalla chiesa.
- Quarta campata: Cappella di Sant'Antonio di Padova con una preziosa statua lignea del santo collocata su un altare marmoreo. La statua rappresenta il santo di Padova che con il braccio sinistro tiene il bambin Gesù seduto su un libro aperto che rappresenta il vangelo in quanto Sant'Antonio fu taumaturgo, predicatore e teologo. Con il braccio destro invece tiene un giglio argenteo che rappresenta la purezza. Di fianco alla cappella, fra le statue di San Pio e dell'arcangelo Michele è presente un sacello dedicato al primo parroco della parrocchia don Antonino Romano.

#### Altare Maggiore
Monumentale altare maggiore in stile neoclassico con marmi policromi, decorato con stucchi e a forma di tempietto. Il frontone è sorretto da due colonne scanalate per lato con capitelli corinzi.
Sull'altare, all'interno di una teca lignea è presente il prezioso simulacro ligneo dell'Immacolata Concezione, risalente al XVII secolo. La Vergine viene raffigurata secondo l'iconografia dell'Immacolata di Los Venerables.
Sotto l'altare maggiore vi è un rivestimento in marmo rosso proveniente da Monte Inici affiancato da un intagliato presbiterio ligneo. Al centro vi è collocata la mensa, sorretta da delle colonnine, sempre in marmo rosso, tipico delle chiese di Castellammare. L'altare che oggi possiamo ammirare, non è quello originale, perché l'opera originale commissionata dalla signora Domenica Borruso e realizzata dallo scultore palermitano Francesco Garufi fu, in seguito, sostituita da quella attuale.

## Riti e celebrazioni
- 13 giugno, Festa di Sant'Antonio di Padova

Simulacro dell'Immacolata in processione davanti a Palazzo Crociferi

Annualmente nella chiesa di Sant'Antonio di Padova, dal 1° al 13 giugno si svolge la tradizionale tredicina in onore del santo. Le festività culminano il 13, con una solenne processione per le vie della città e con la benedizione dei pani in tutte le celebrazioni della giornata.
- 8 dicembre, Festa dell'Immacolata Concezione

Le celebrazioni in onore di Maria Santissima Immacolata, annualmente, iniziano il 29 novembre con la tradizionale scinnuta e culminano l'8 dicembre con la tradizionale e partecipatissima processione..

## Galleria d'immagini

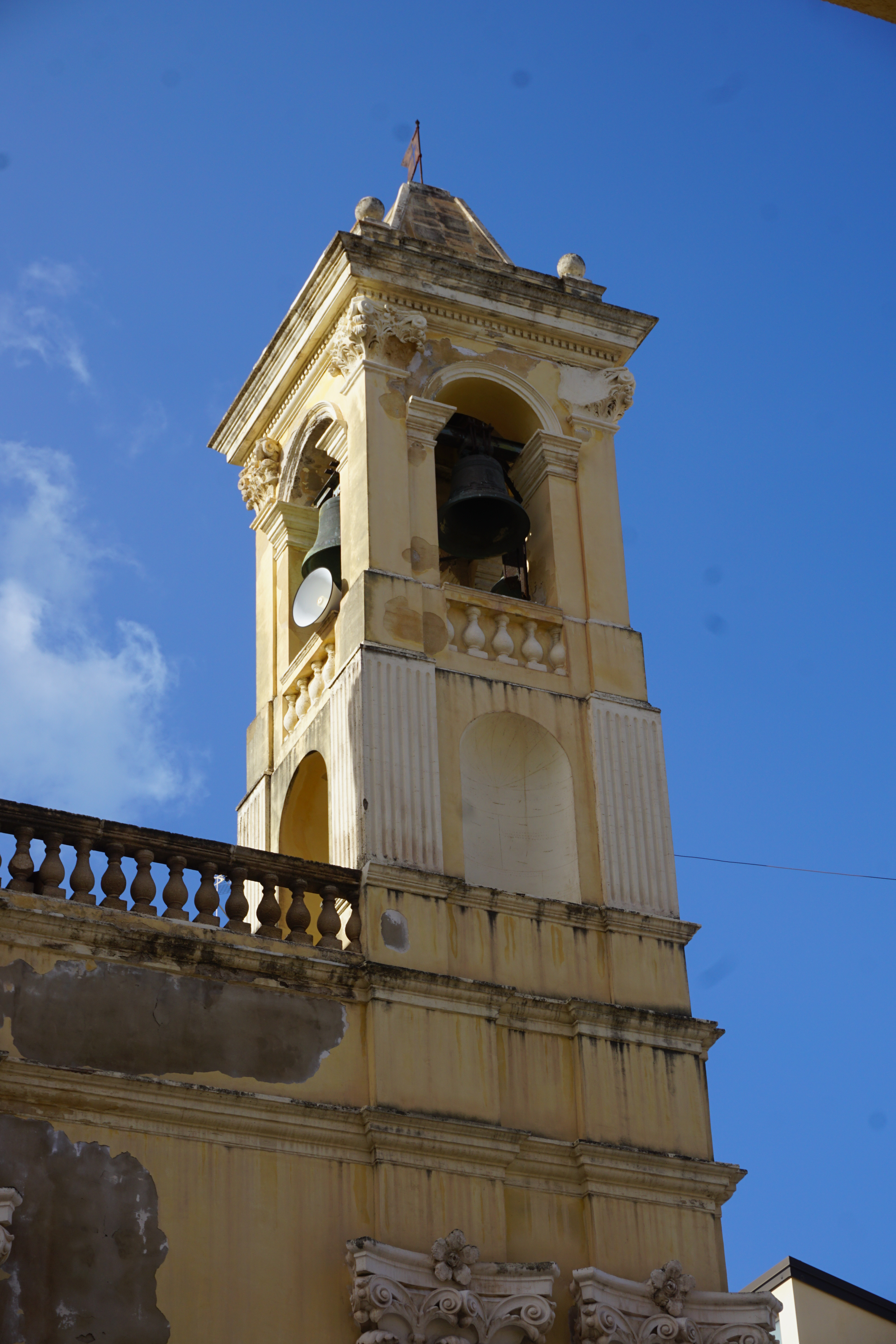
Il campanile nord
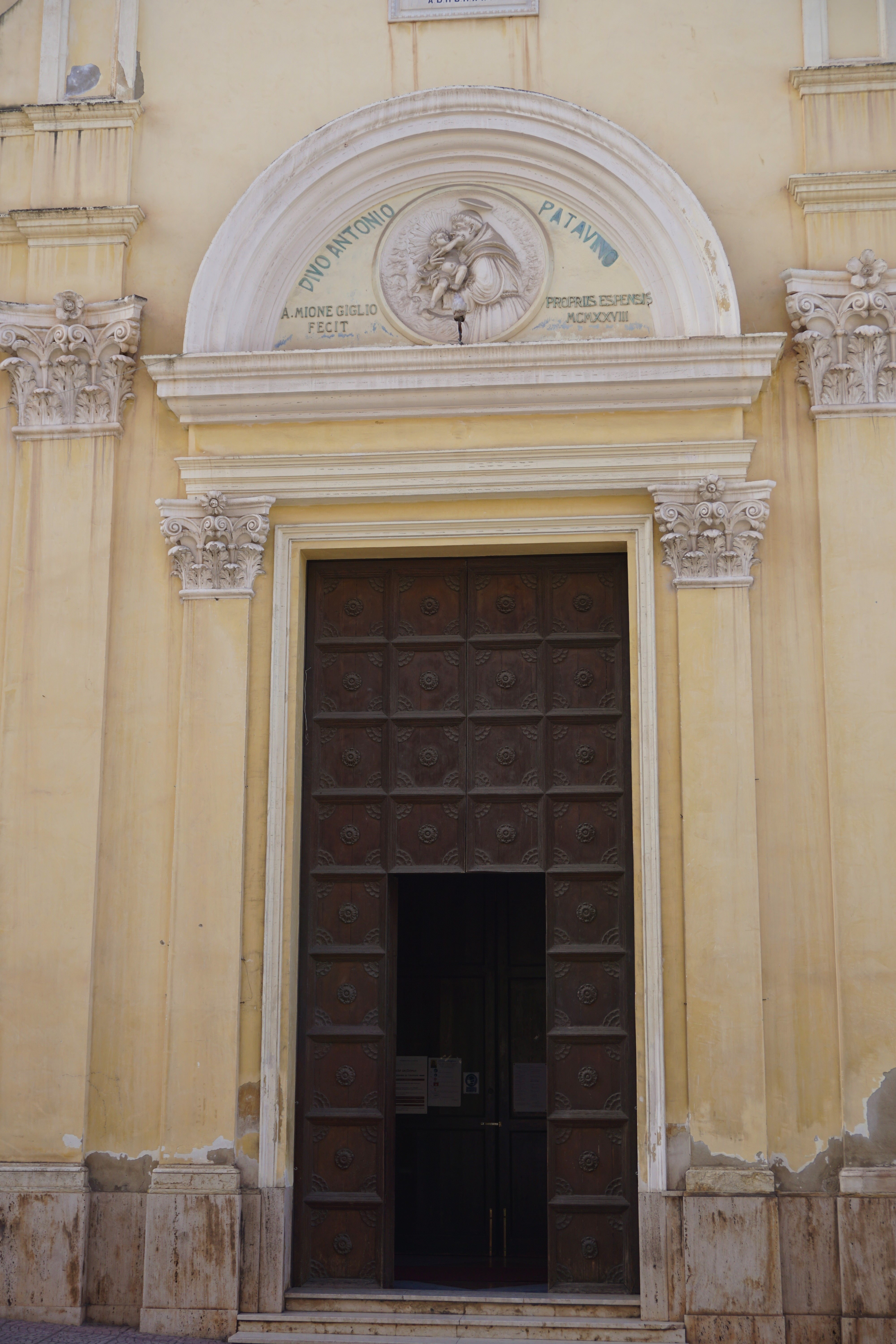
Il portale d'ingresso
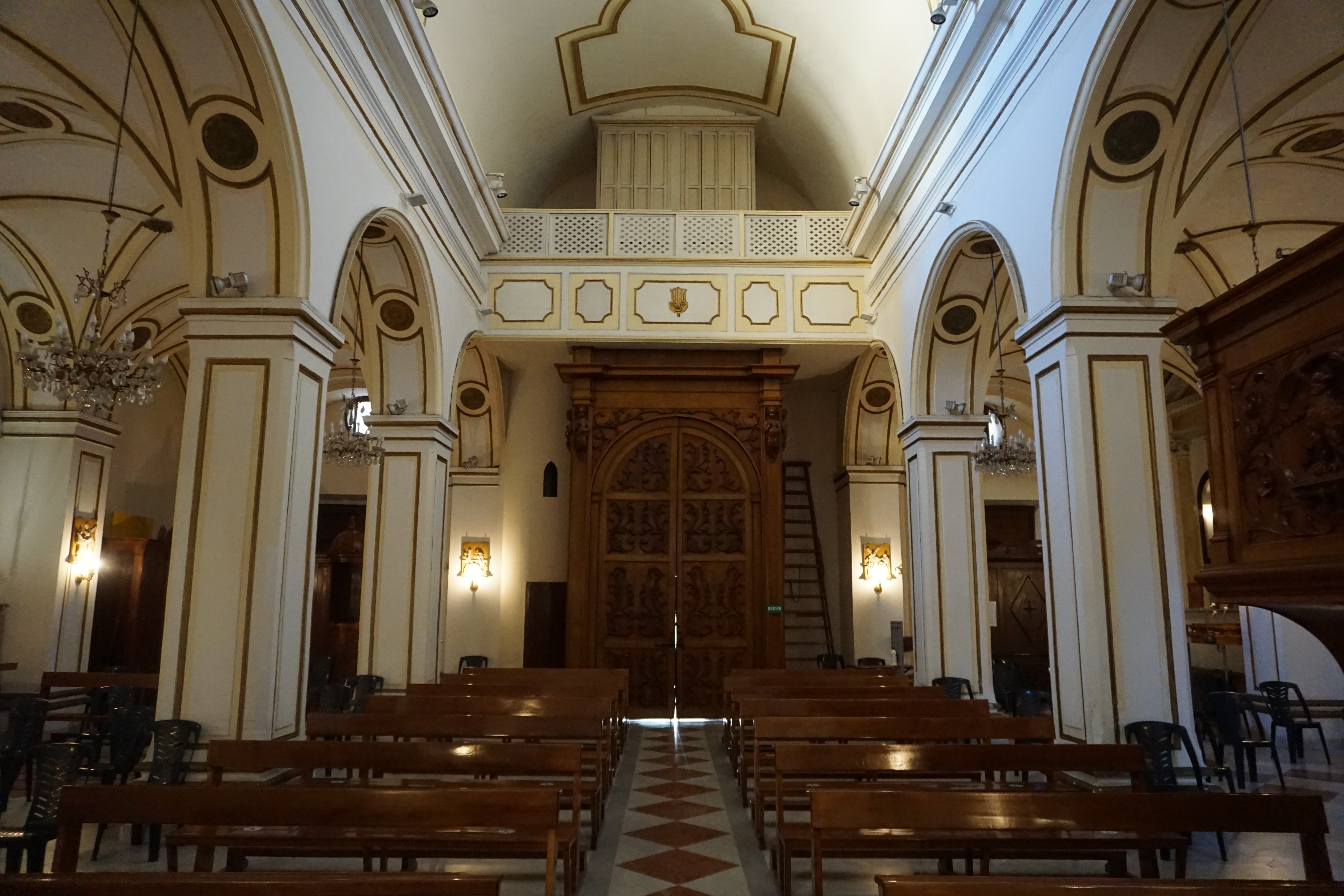
Controfacciata: bussola, coro e organo
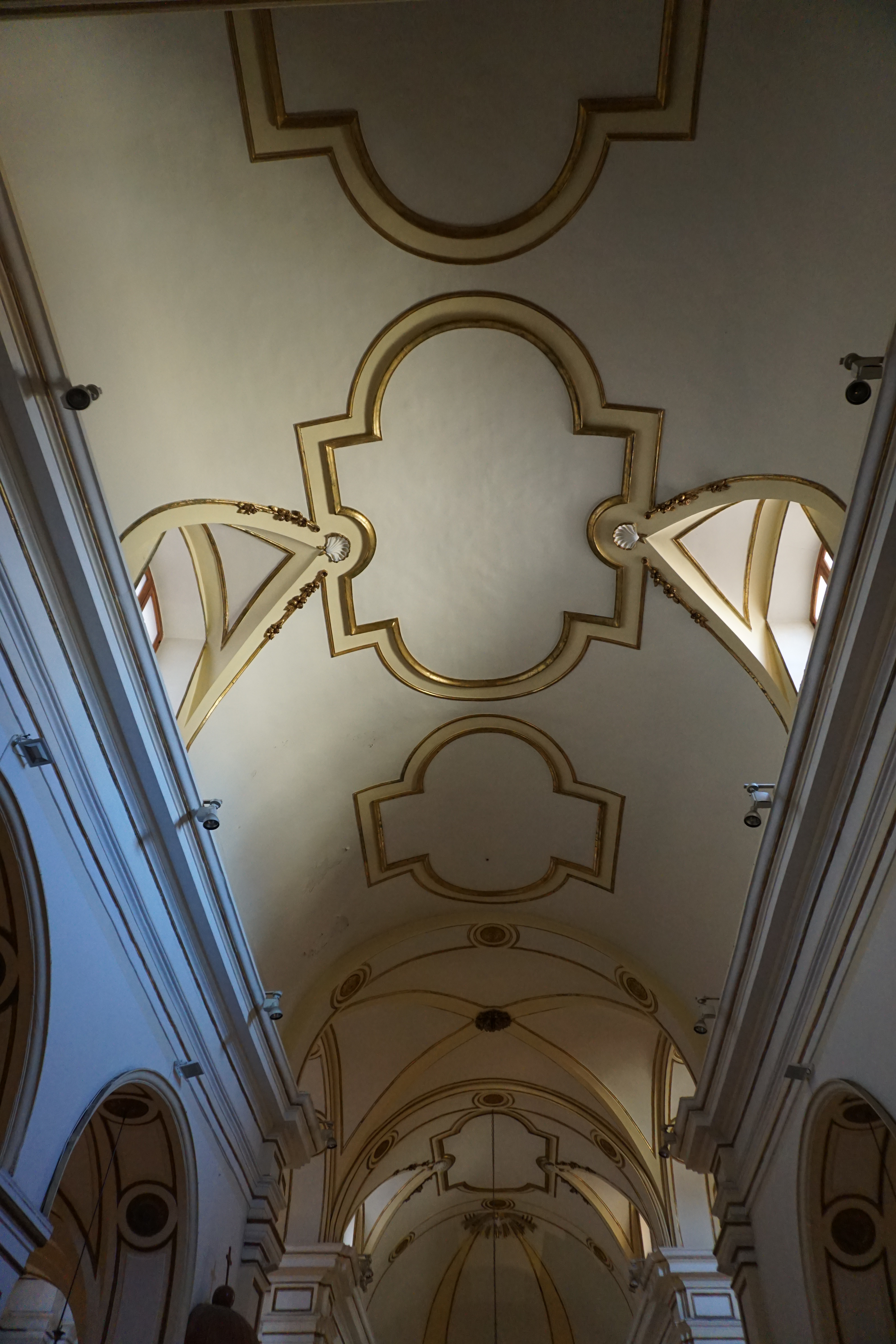
Volta centrale
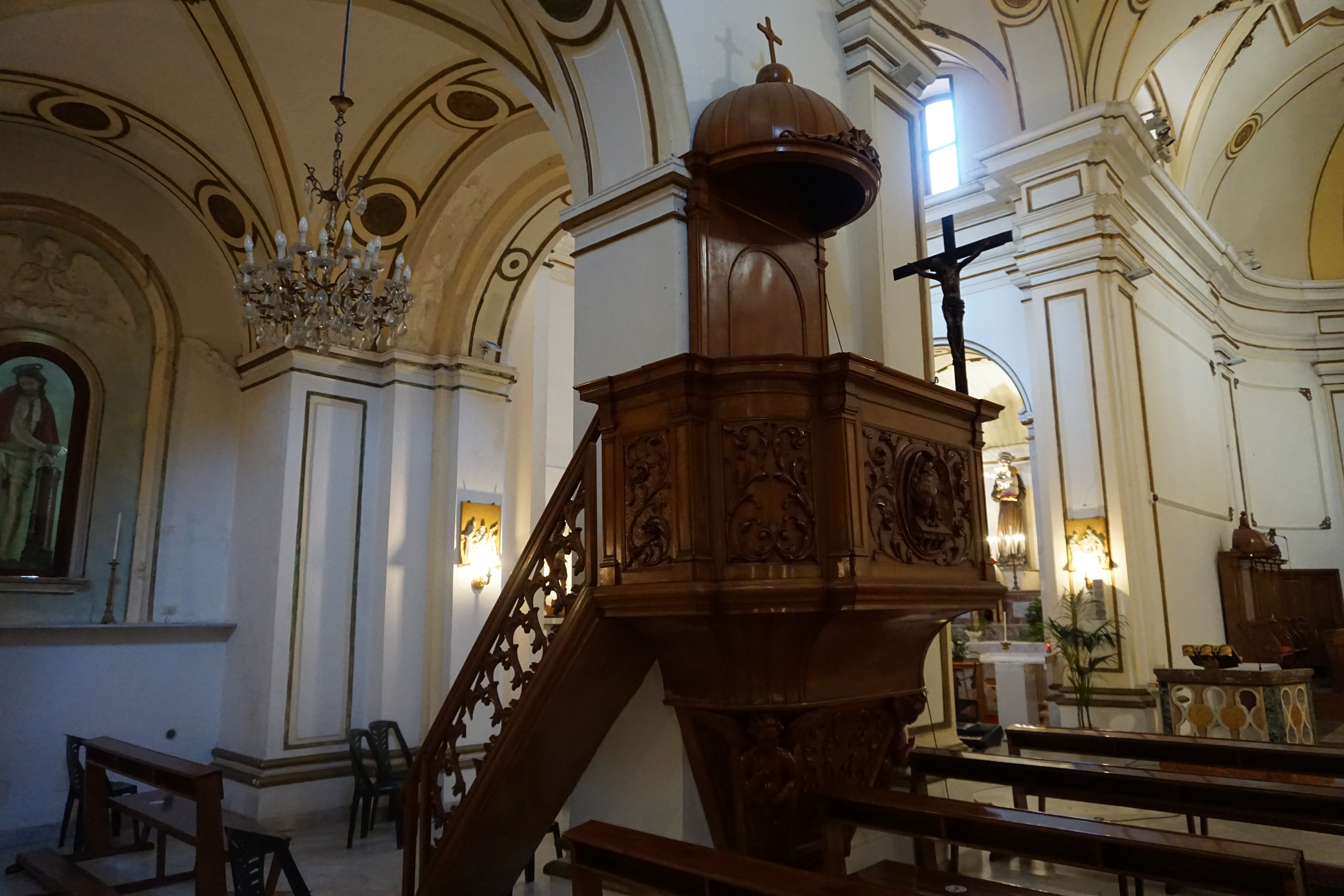
Pulpito ligneo
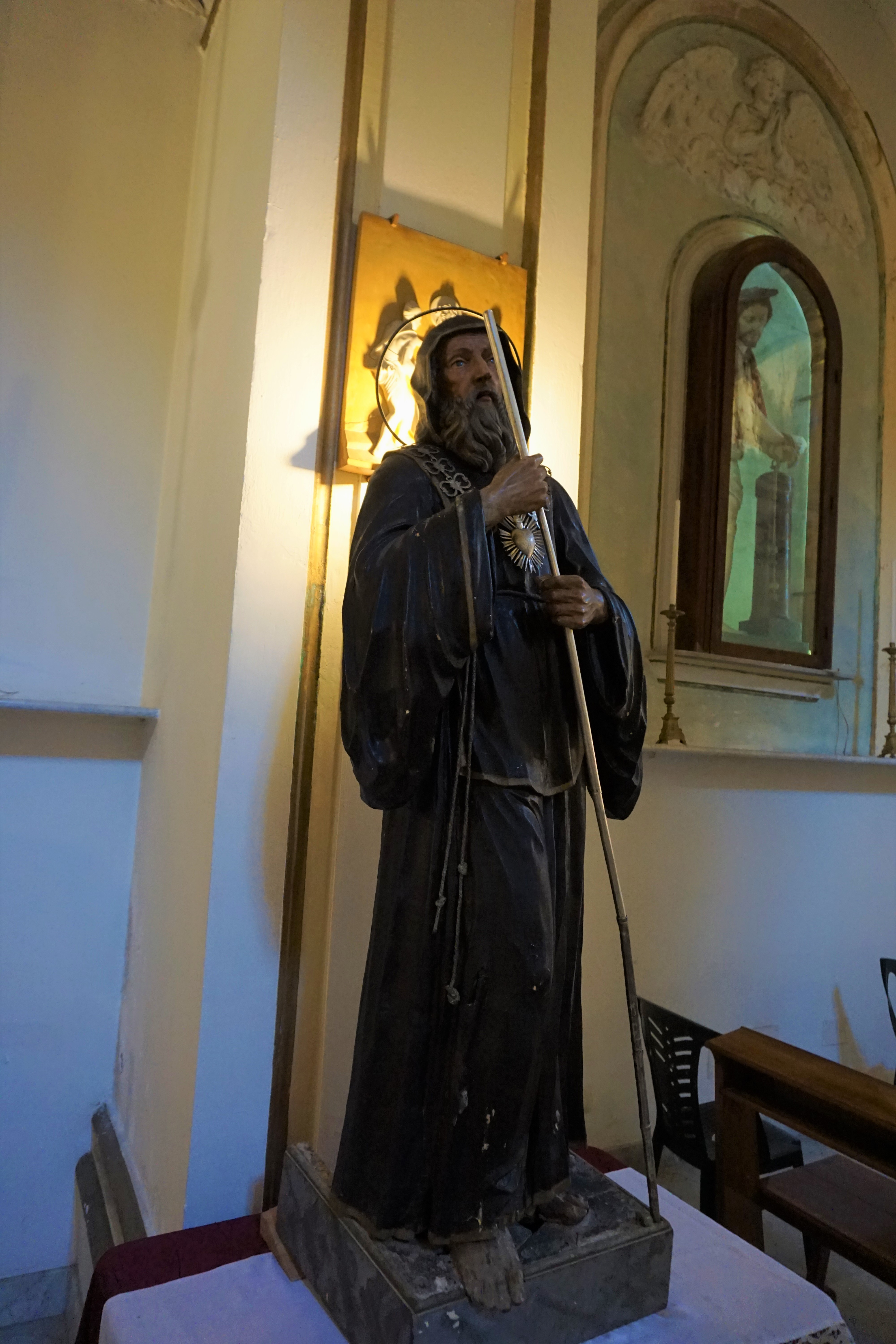
Statua del '700 di San Francesco di Paola
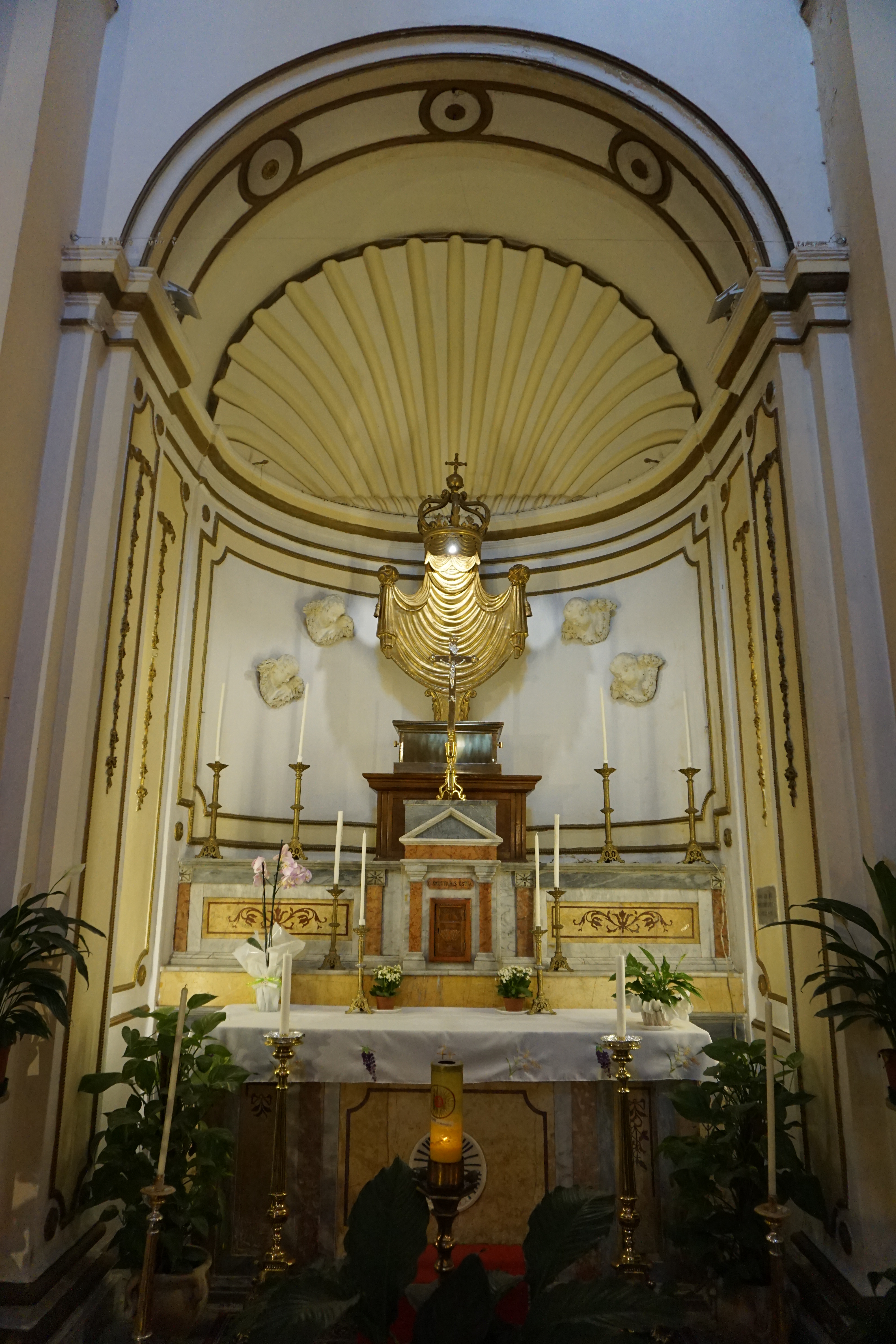
Cappella del Santissimo Sacramento
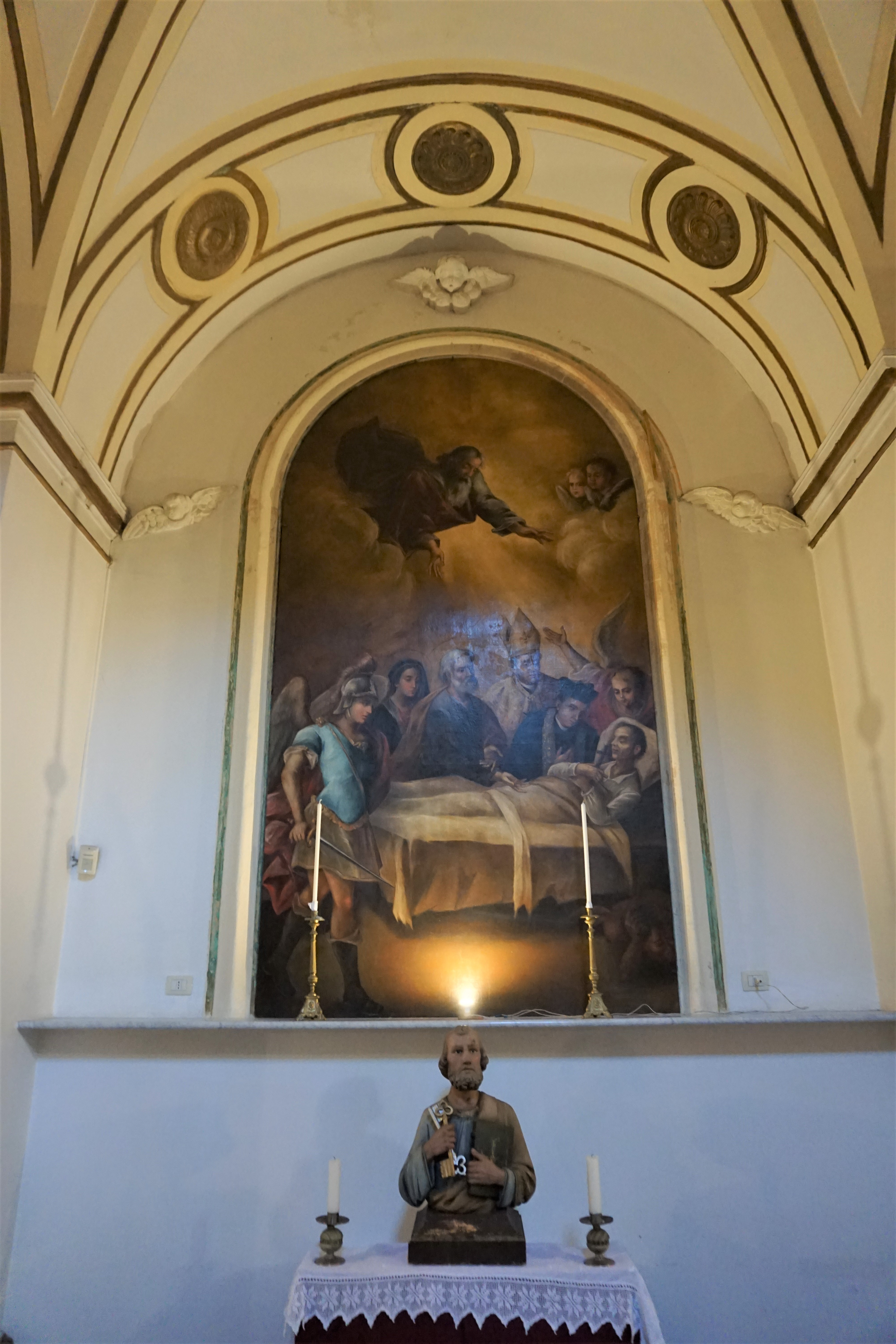
Altare della buona morte
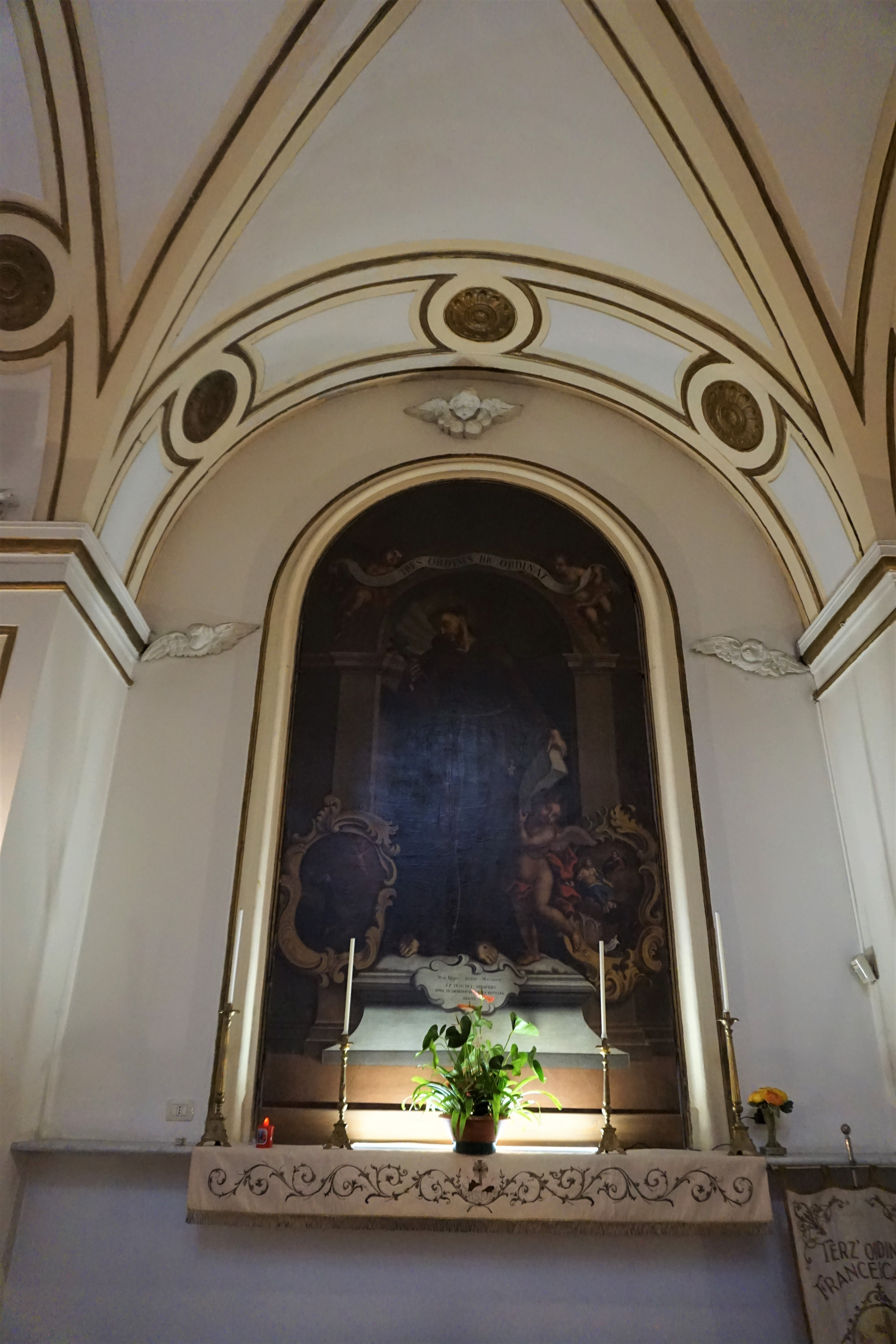
Altare di San Francesco d'Assisi
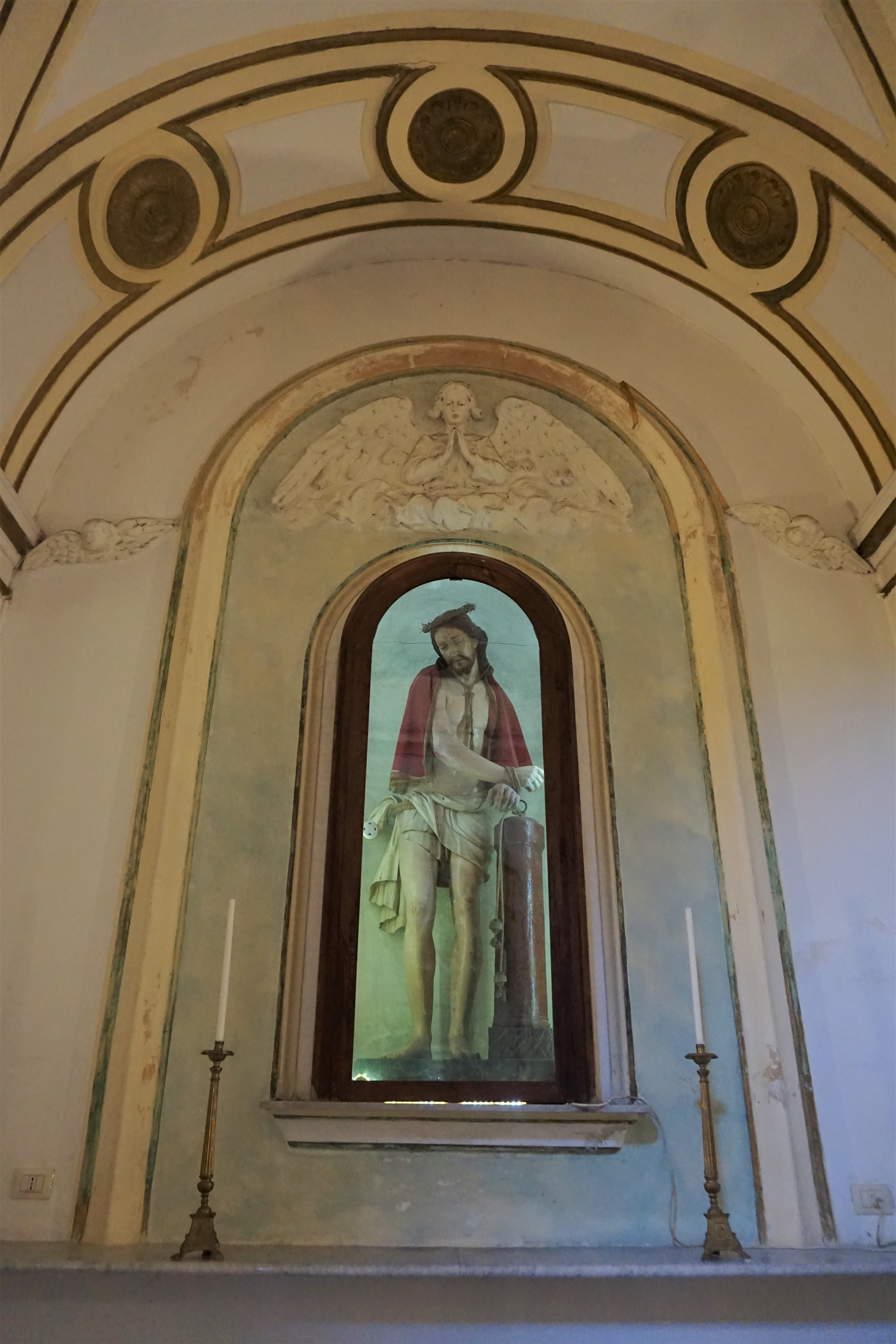
Altare della Flagellazione
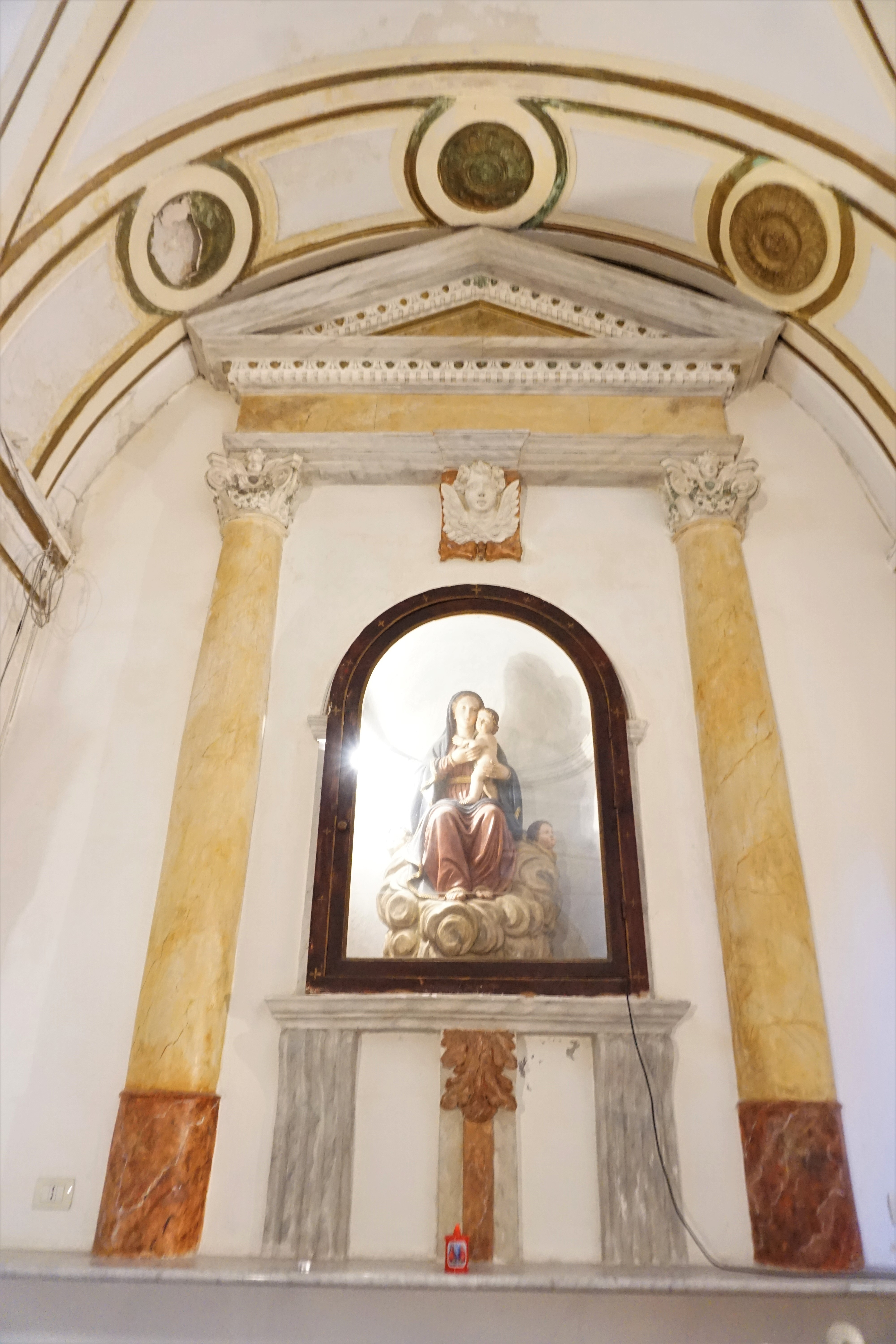
Altare della Madonna dei Miracoli
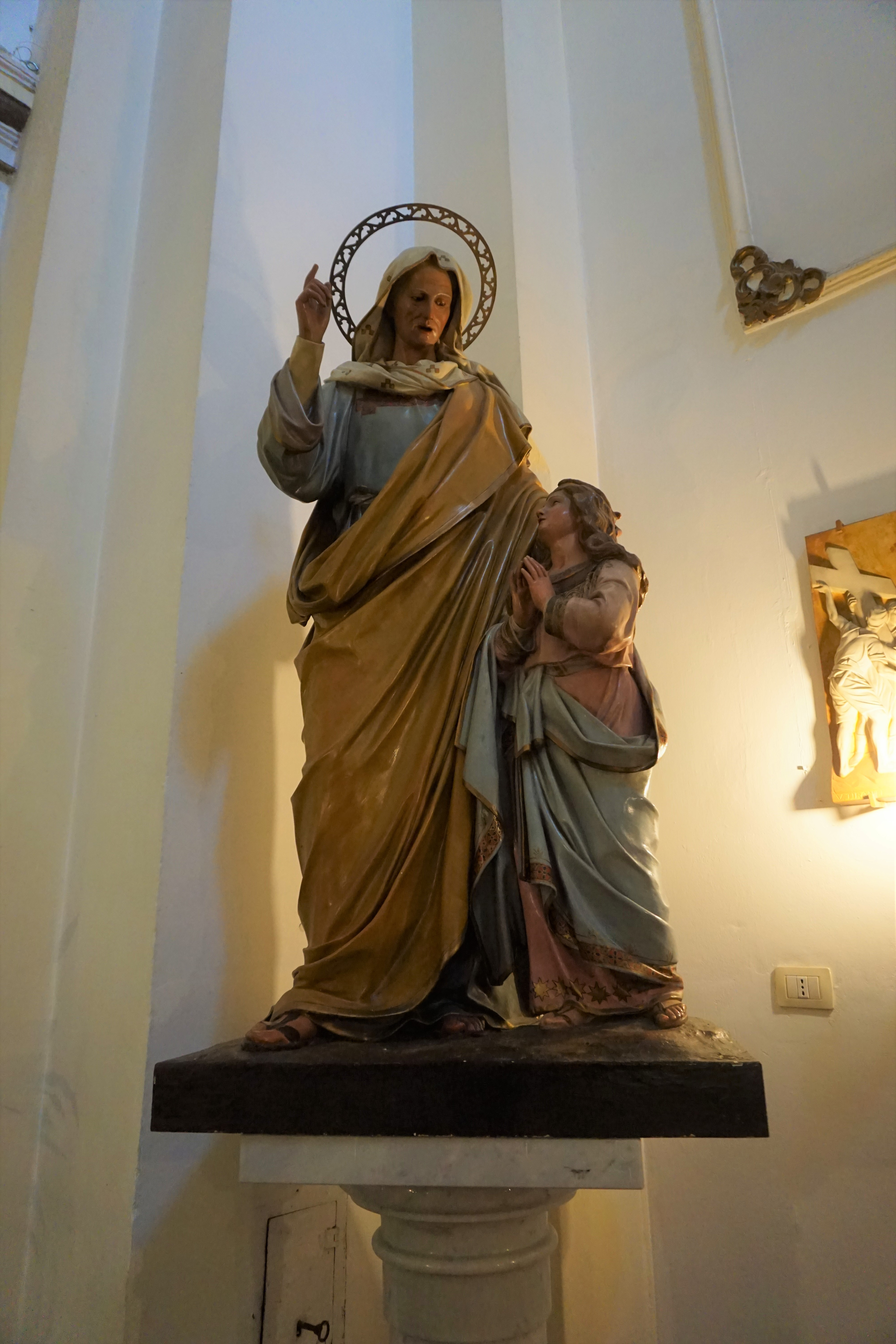
Statua di Sant'Anna
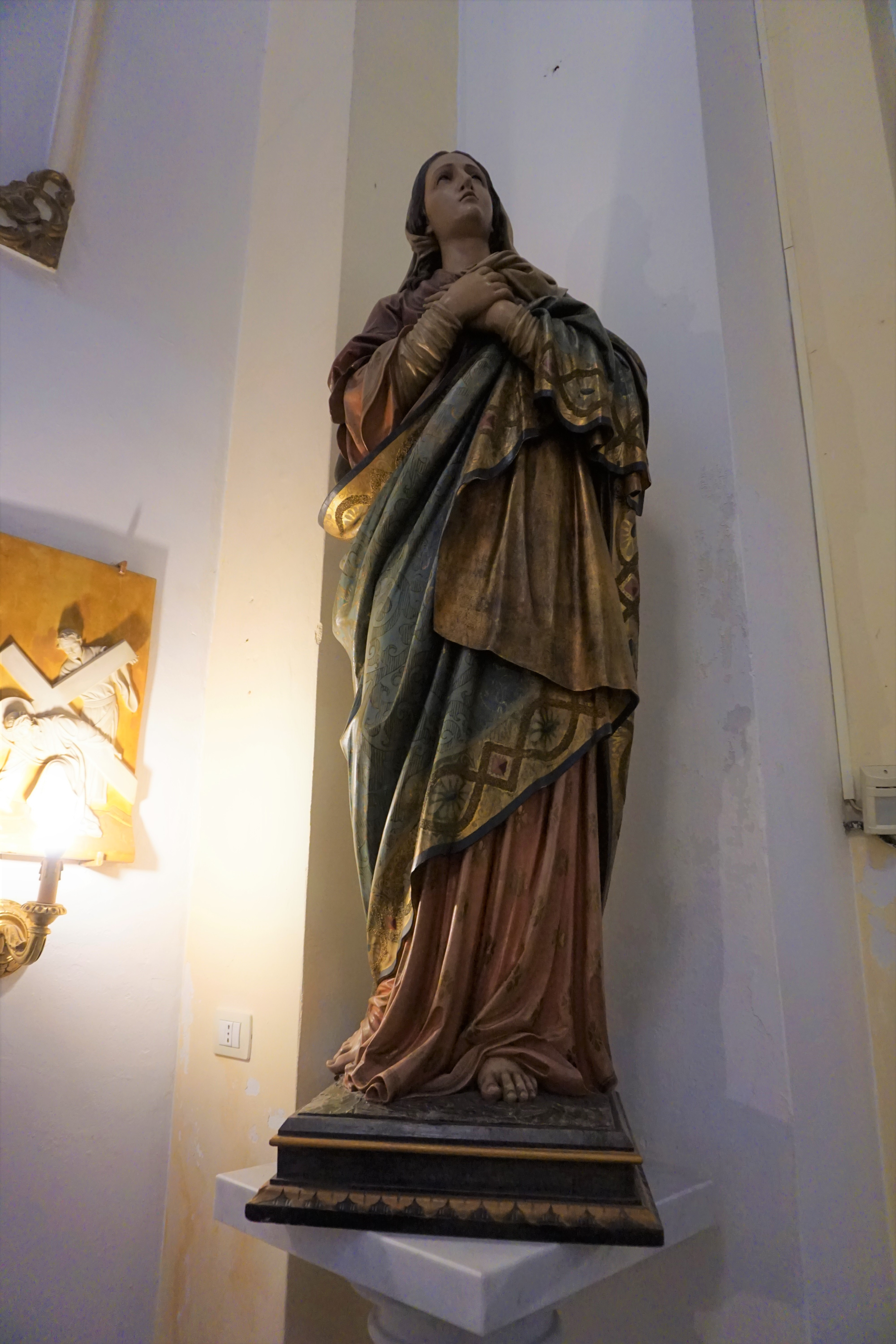
Statua della Madonna del Paradiso
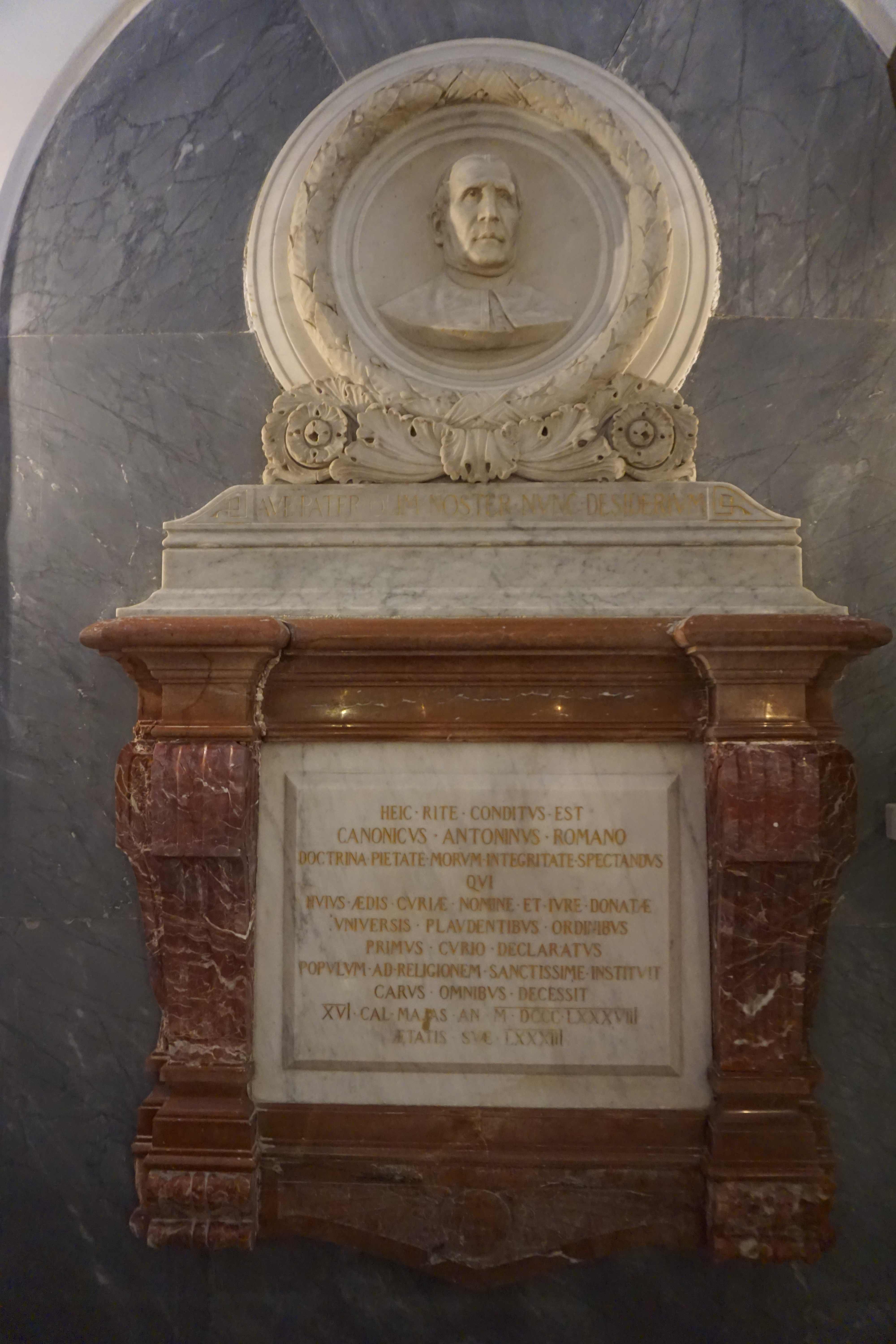
Sacello don Antonino Romano